# AS-39
La AS-39 es una vía de comunicación que pertenece a la Red Local de 1º Orden de Carreteras del Principado de Asturias. Tiene una longitud de 6,4 km y une la localidad praviana de Forcinas con la candamina de San Tirso.
Comienza en un cruce con la carretera AS-347, en las inmediaciones del extinto Restaurante La Campa, en Forcinas de Arriba; y finaliza en el cruce con la carretera AS-38 en San Tirso.
Inicia su recorrido con una pronunciada pendiente descendente, en lo que se conoce como Cuesta'l gaiteiru, hasta alcanzar la carretera AS-16, que salva a través de un paso elevado para después enlazar con ella en las inmediaciones del área recreativa de Quinzanas.
Posteriormente, atraviesa el Puente de Quinzanas, que salva el Río Narcea, y remonta una pequeña ladera hasta alcanzar la localidad de Quinzanas, que atraviesa durante más de 1 km. Tras abandonar Quinzanas, la AS-39 continua ascendiendo, dejando a la izquierda la desviación que conduce a Pronga. Doscientos metros más tarde, alcanza su punto de mayor cota (180 m.) conocido como La Peña Pronga. Este punto, marca el límite entre el concejo de Pravia y el de Candamo, y también el paso del valle del río Narcea al valle del río Nalón. Desde aquí, la AS-39 comienza una ligera pendiente descendente adentrándose en un frondoso bosque de Roble y Castaño conocido como Monte Villa.
Alcanza finalmente el pueblo de San Tirso que atraviesa durante unos 500 metros, hasta su intersección con la AS-38.
Entre noviembre de 2009 y principios de 2011, el Gobierno del Principado de Asturias realizó las obras de mejora del trazado de la carretera, con un presupuesto de 2,2 millones de euros. El día 29 de octubre de 2021, después de casi 7 meses cerrado al paso, el nuevo puente de Quinzanas se reabrió a causa del hundimiento del antiguo por el mal estado que este presentaba, teniendo que sustituirlo por completo.